# Василий Блохин
Василий Михайлович Блохин (7 януари 1895 – 3 февруари 1955) е съветски генерал от сигурността при управлението на Йосиф Сталин.
Собственоръчно разстрелва десетки хиляди жертви на режима. По времето на СССР дейността му се крие от обществеността. Считан е за най-плодовития палач в историята.

## Биография
Блохин е син на беден селянин, който е останал без начално образование. През Първата световна война служи в царската армия и става унтерофицер. След Октомврийската революция постъпва в Червената армия. От 1921 г. е член на болшевишката партия и служи в органите за сигурност – ВЧК, ОГПУ, НКВД, МГБ. През 1926 г. става комендант в Лубянка – централата на ВЧК. Задачата му е да разстрелва врагове на народа и противници на съветската власт. Упражнява тази професия до 1953 г., като достига до звание генерал-майор. Кавалер е на 7 съветски ордена.
Хладнокръвният палач изпълнява задължението си с умение и размах. Винаги носи със себе си куфар с германски пистолети „Валтер“, защото руските нагани бързо прегряват. Докато 2 помощници държат завързаната жертва, облеченият с касапска кожена престилка и дълги над лактите ръкавици Блохин я застрелва в тила (той винаги внимава да не си изцапа униформата). Рекордът му е 300 разстрела за 10 часа. Като опитен палач, по време на сталинските чистки през 1930-те години му е поверено разстрелването на видните осъдени лица, като например маршал Михаил Тухачевски, Йона Якир, Йероним Уборович, Николай Ежов.
Известен е с участието си в т.нар. Катинско клане – масовата екзекуция на пленените през 1939 г. полски офицери. Край Катин и в други лагери през април-май 1940 г. Блохин разстрелва за 28 дни собственоръчно 7000 полски затворници от затвора Осташков. Повечето от тях са военни и полицейки офицери, които са били пленени след съветското нахлуване в Полша през 1939 г. Екзекуциите са извършвани в специално построено за целта подземно помещение в щаб на НКВД.
Блохин първоначално се съгласява на амбиоциозна квота от 300 екзекуции на нощ. Затворниците са отвеждани в стая с подплатени стени за шумоизолация, наклонен бетонен под с канал и маркуч. Блохин застава зад вратата с палаческите си дрехи: кожена касапска престилка, кожена шапка и кожени ръкавици до раменета. След това, без прочитане на каквато и да е присъда и без формалности, всеки затворник е вкарван от пазачите, след което Блохин го прострелва в главата с германски пистолет.
Екзекуциите започват при здрачаване и продължават до сутринта. Блохин, който е главният екзекутор, работи безспирно, бързо и без прекъсвания. Телата са извозвани с покрити камиони до село Медное, където ги чака булдозер и 2 шофьори на НКВД. Всяка нощ се изкопават по 24 – 25 траншеи с дължина 8 – 10 метра, в които са разполагани труповете от същата нощ.
Блохин и екипът му работят без почивка по 10 часа всяка нощ, като Блохин екзекутира средно по 1 затворник на всеки 3 минути. В края на нощта дава водка на служителите. По нареждане на Сталин от април 1940 г. Блохин е носител на орден „Червено знаме“ и получава ежемесечно премия към заплатата си заради неговото усърдие при организацията и изпълнението на специални задачи. Разстрелите на Блохин остават най-организираното и най-продължителното масово убийство от един човек в историята, заради което той е обявен за най-плодовития палач през 2010 г. и е вписан в книгата на световните рекорди на Гинес.
На 2 април 1953 г. Блохин е уволнен от МГБ по здравословни причини. На 23 ноември 1954 г. е лишен от званието генерал-майор по време на десталинизацията, защото се е дискредитирал по време на работата си в органите и е недостоен за званието. Той се пропива и умира на 3 февруари 1955 г., като за официална причина за смъртта е обявено самоубийство. Погребан е в престижното московско Новодевическо гробище, недалеч от гробовете на Гогол, Чехов, Маяковски и други светила на руската култура. Наблизо е погребан през 1941 г. прахът на втория по резултатност палач на НКВД Петър Магго, който е разстрелял около 10 000 души.
Блохин има съпруга Наталия Блохина (1901 – 1967) и син Николай Баранов (1916 – 1998). Те твърдят, че е бил много грижовен съпруг и баща. Нямали представа какви са били служебните му задължения и научили за тях едва след смъртта му, по времето на управлението на Никита Хрушчов.